# Borlovenii Vechi, Caraș-Severin
Borlovenii Vechi este un sat în comuna Prigor din județul Caraș-Severin, Banat, România.
Satul este așezat de-a lungul râului Nera (Nieărgănului), cu teritoriul in amonte până la muntele Semenic, pe o suprafață totală de 9241 jug. cadas.,630 clădiri, 548 gospodării și 2140 locuitori (in anul 1941).
Apare documentar in anul 1603, iar la recensământul din anul 1749 este trecut cu 64 clădiri. În vremea Graniței are denumirea de Porloven,iar in 1872,de Óborlovény.
Distanța până la Bozovici este de 11 km.
Satul a avut următoarea evoluție demografică:
- in anul 1773 __ clădiri 126;
- in anul 1872 __ clădiri 154, locuitori 974;
- in anul 1920 locuitori ;
- in anul 1930 clădiri 241,locuitori 916,gospodări 224.

Școala s-a zidit in anul 1830, dar in anul 1791 sunt amintiți învățătorii Rîca Petrescovici și Petre Popovici care au predat la școala din Borloveni. Biserica, zidită in anul 1806, s-a sfințit de către protopopul Mehadiei, Nicolae Stoica de Hațeg, în anul 1824. Pictura parțială a făcut-o Dumitru Turcu în 1847 și a fost terminată, apoi, de N. Hașca în 1870.
Ca și celelalte sate almăjene, Asociația ASTRA a înființat cercul cultural și o bibliotecă sătească.

## Personalități
- Moise Groza (1844-1919), general

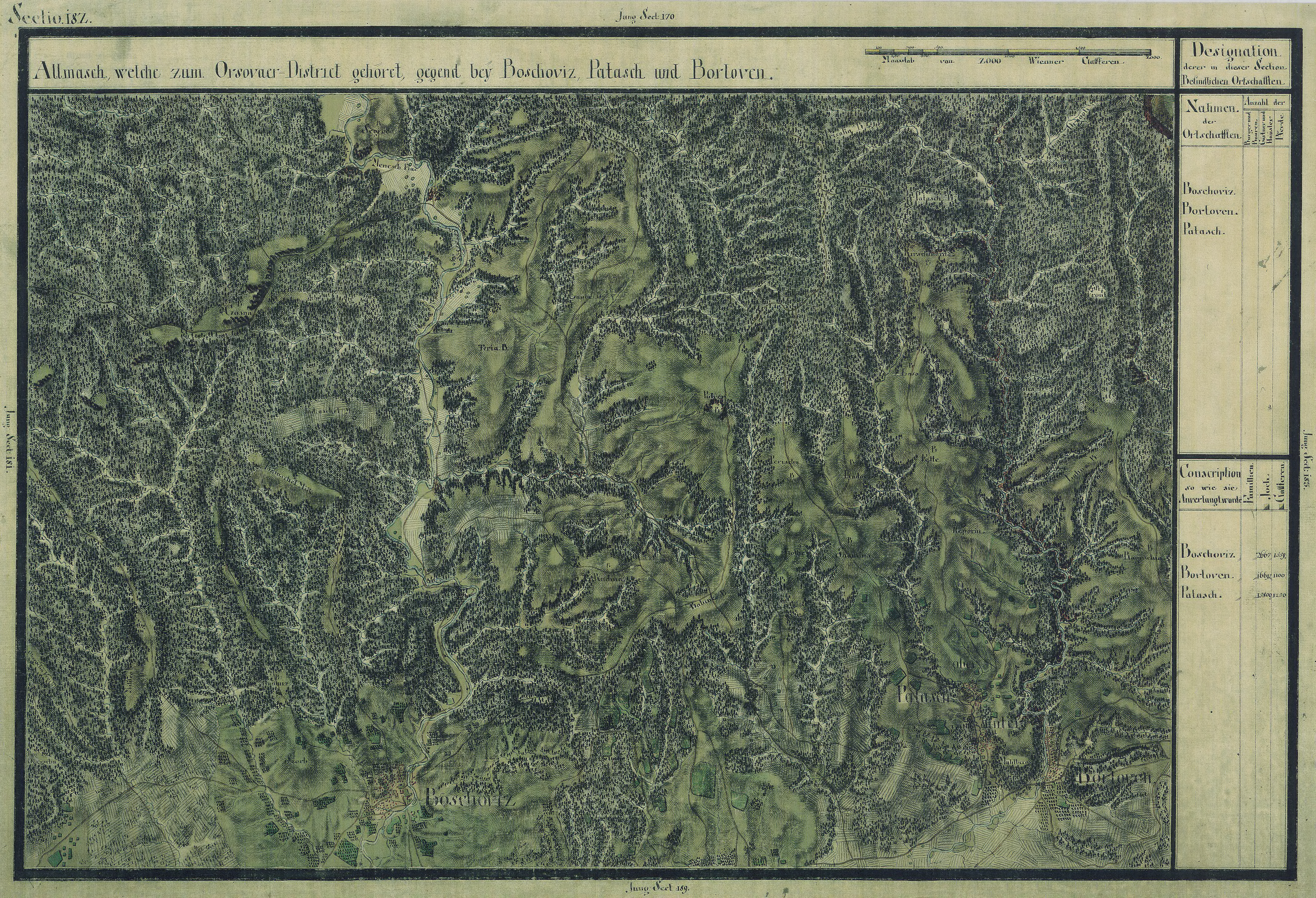
Borlovenii Vechi în Harta Iosefină a Banatului, 1769-72

- Alexandru Guran (1824 - 1888), ofițer superior

S-au remarcat din acest sat următoarele personalități: Prof. Ilie Ruzmir, avocatul Ilie Ienea
ILIE RUSMIR
PROFESOR
Profesorul ILIE RUSMIR  s-a nascut in localitatea BORLOVENI la 20 octombrie 1893,fiul lui GRIGORE RUSMIR(n. 22 mai 1860) si a CALINEI  ( n. 13 iunie 1858).Urmeaza scoala primara in satul natal, dascal fiindu-i  invatatorul PAVEL BOLDEA. Este trimis de parinti la Scoala normala din CARANSEBES, absolvind cursurile acestei scoli. Este repartizat la scoala din BANIA ca invatator in cadrul acestei scoli pana in anul 1921, cand merge si se inscrie ca student la Facultatea de Stinte Naturale din CLUJ. Dupa absolvirea facultatii , ocupa un post de profesor la Liceul din ORAVITA , unde in scurt timp este numit director . 
```
          In anul 1926 se casatoreste, cu o femeie foarte frumoasa , profesoara de desen la Liceul din ORAVITA , nascuta in TICFANIUL MIC , MALVINA.
          Tot in acest an prof. RUSMIR intra in posesia unei librarii,cumparand-o .
          La 29 decembrie 1926 i-a fiinta in ORAVITA, DESPARTAMANTUL ASTRA CARAS , o filiala a ASTREI  , care se evidentiaza in ORAVITA prin zidirea CASELOR NATIONALE  si achizitionarea a doua cinematografe cel de iarna cu 250.000 lei si cel de vara cu 162.000 lei . Aceasta filiala este condusa de prof. ILIE RUSMIR , directorul Liceului din ORAVITA .
          Aici la ORAVITA cu ajutorul ASTREI organizeaza o NUNTA ALMAJANA cu tot ceremonialul , incepand cu cununia de la biserica si terminand cu masa festiva , care se desfasoara la restaurantul COROANA. Toate cheltuielile acestei nunti au fost suportate de asociatia ASTRA.
          Aceasta nunta a unit destinele a doi tineri din PATAS, ION DOBROICA , cu a unei tinere din sat.
          Prof. ILIE RUSMIR, a fost un bun patriot , iubind locurile natale si neamul romanesc. A ajutat foarte multi oameni din BORLOVENI si ALMAJ cu sfaturi si bani atunci cand au avut nevoie. Datorita popularitatii pe care o avea in ORAVITA si a spiritului de bun gospodar, bun organizator , in anul 1928 este ales primar al orasului , reprezentand Partidul Taranesc , al carui membru era. Functioneaza la primarie pana in anul 1932, cand finalizeaza mai multe obiective edilitare , modernizand toate  drumurile din oras.
          In anul 1939 este numit din nou director al liceului din ORAVITA pana in 1943. Este cunoscut in ORAVITA si imprejurimi ca un oponent fatis a comunismului , facand parte dintr-un grup anticommunist , din care au facut parte 120 de personae printre care si preotul  CORIOLAN BURACU din PRIGOR , preotul GHEORGHE BOGOEVICI din BANIA , preot ALMPE ALDESCU din BORLOVENI s.a.
          In ORAVITA i-si construieste 2 vile, unde scrie si publica mai multe carti si articole in diferite publicatii. In 1931 scrie si publica VIATA SI OPERA LUI SIMION MANGIUCA. Mai scrie apoi MEMORII ORAVITENE si VALEA ALMAJULUI , impreuna cu preotul CORIOLAN BURACU din PRIGOR. 
          In anul 1930 publica in ALMANAHUL BANATULUI vol. II- TIMISOARA un articol numit bogatiile ALMAJULUI  din care spicuim :” Padurile puternice de fag , brad care acopera masivul SEMENIC…. Sunt o bogatie fabuloasa, de care nu a indraznit sa se atinga nimeni…Arborii fructiferi , meri , peri , ciresi , si indeosebi pruni , formeaza un izvor de venit al locuitorilor…targul saptamanal din BOZOVICI , a fost intotdeauna o piata excelenta pentru angrosistii de vite… se remarca indeosebi cresterea oilor a căror produse , branza , lana , prelucrarea ei , au devenit bine cunoscute in regiunea de ses …cultura cerealelor este pornita pe o cale buna , insa pamantul sarac , putin , abia poate asigura hrana celor cel cultiva… Plantele textile sunt putin cultivate, indeosebi canepa … Partea cea mai de capetenie ar forma-o bogatiile subsolului … “
          Prof. ILIE RUSMIR publica mai multe studii si articole in diferite ziare si reviste , editeaza ziarul DRUM NOU, editat prima data in BOCSA apoi in ORAVITA .
          In anul 1946 , in ORAVITA la alegerile generale , seful comisiei de numarare a voturilor , era prof. RUSMIR , la un moment dat in sala intra 4 vlajgani inarmati cu pistoale automate , care i-au voturile si pe prof. , cu o patura in cap , i-l urca in masina si demareaza intr-o directie necunoscuta , celorlalti membrii ai comisiei spunandu-le sa paraseasca sala si  sa nu sufle nici o vorba despre cele intamplate  , asa descrie ION HURTUPAN in cartea sa REZISTENTA ARMATA IN CARAS SEVERIN 1948-1958 , derularea alegerilor si manevrele comunistilor de a prelua puterea. Datorita vederilor sale politice este pus sub urmarire si observatie de catre securitate.
          Este judecat si condamnat de Tribunalul Militar TIMISOARA, pentru vina de a nu fi denuntat asa zisele “uneltiri “ impotriva ordinii  de stat a R.P.R.  este arestat in toamna  anului 1950 judecat si condamnat la 8 luni de inchisoare corectionala.
          Securitatea nemultumita de sentinta cere rejudecarea procesului prin intermediul colonelului AMBRUS si a locotenentului ERNEST DAITEL care a mediat intre procurori si securitate.
          Se rejudeca procesul, prof. ILIE RUSMIR este condamnat la doi ani si sase luni,adaugandu-se si cele 8 luni . 
          Este mutat din inchisoare in inchisoare , desi era foarte bolnav. Trece prin inchisoarea de la VACARESTI , JILAVA , apoi este trimis la AIUD unde datorita tratamentului inuman la care este supus si faptului ca era bolnav se stinge din viata in toamna anului 1953 , decesul fiind declarat pe un sfert de fila rupta dintr-un caiet de elev ,dupa certificatul de deces de la primaria AIUD  prof. RUSMIR decedeaza la 24 aprilie 1952, fiind ingropat alaturi de alti patrioti in cimitirul inchisorii din AIUD , TREI PLOPI.
          Si sotia prof. MALVINA ,este arestata si i- se confisca intreaga avere, mai tarziu fiind pusa in libertate.
          Prof. ILIE RUSMIR, a fost un fiu al satului BORLOVENI , pe care l-a iubit pana in ultima clipa a vietii, un patriot al VAII ALMAJULUI si al neamului ROMANESC.
```

-
```
                                                         NOTE
```

1	ARHIVA PRIMARIEI PATAS
2	IOAN NEDA VIZANTI – prof. pensionar 79 de ani BANIA-Informatii
3	ACTIVITATEA ASTREI IN BANAT – Altarul Banatului 10-12 oct. 1966
4	IOAN NEDA VIZANTI-Informatii
5	GRIGORE RUSMIR-BORLOVENI-Informatii
6	IOAN HURTUPAN – Rezistenta armata in Caras-Severin pag. 41 -46
7	ILIE RUSMIR Almanahul Banatului- 1930 vol. II Timisoara pag. 73- 75 
8	GERHARD BINDER –BANATERA- Enciclopedia Banatului
9	REGISTRUL STARII CIVILE AIUD – certificat deces